# Jacques Eudes Colonna
Jacques Eudes Colonna est le cinquante-sixième évêque de Toul, de 1307 à 1308.

## Biographie
Jacques Eudes Colonna fut nommé évêque de Toul par le pape Clément V, mais ne se rendit jamais dans son diocèse, le faisant gouverner par des vicaires généraux. Il meurt peu après.
Les bourgeois de Toul en profitèrent pour négocier la protection de Philippe IV le Bel, roi de France, ce qui fut le premier pas du rattachement de la ville au royaume de France.